# Saint-Léonard (Vosges)
Saint-Léonard (deutsch Sankt Leonhard) ist eine französische Gemeinde mit 1379 Einwohnern (Stand 1. Januar 2022) im Département Vosges in der Region Grand Est. Sie gehört zum Arrondissement Saint-Dié-des-Vosges und zum Kanton Saint-Dié-des-Vosges-2. Die Bewohner nennen sich Léonardiens/Léonardiennes.

## Geografie
Saint-Léonard liegt rund 8 km (Luftlinie) südlich von Saint-Dié-des-Vosges im Osten des Départements Vosges. Zahlreiche Bäche und viele bewaldete Hügel sind typisch für die Gemeinde. Der Ort Saint-Léonard selber liegt im Talgrund an der Meurthe. Die Gemeinde gehört zum Gebiet des Regionalen Naturparks Ballons des Vosges.
Die Gemeinde besteht aus dem Dorf Saint-Léonard, den Weilern (hameaux) Contramoulin, Girompaire, La Belle Goutte, Le Poteau und Le Pré Chapy sowie Einzelgehöften.
Umgeben wird Saint-Léonard von den Nachbargemeinden Saulcy-sur-Meurthe im Norden, Entre-deux-Eaux im Nordosten, Mandray im Osten, Anould im Süden, La Houssière im Südwesten sowie Taintrux im Nordwesten.

## Geschichte
Im 7. Jahrhundert siedelten sich Mönche an. Verschiedene Lehnsherren verwalteten im Mittelalter die Gemeinde im Namen der Herzöge von Lothringen und ab 1766 des Königreichs Frankreich. Im Jahr 1303 wurde der Ort als Saint Lyenart namentlich erstmals erwähnt, der Weiler Sarupt als Sarrui sogar schon 1298. Der Dreißigjährige Krieg brachte Verwüstungen, Hunger und die Pest. Dies führte zu einem starken Bevölkerungsrückgang. Von 1793 bis 1801 war Saint-Léonard ein Teil des Distrikts Saint-Dié. Von 1793 bis 1801 war die Gemeinde Kantonshauptort des Kanton Saint Leonard. Danach gehörte der Ort bis 2015 zum Kanton Fraize. Verwaltungstechnisch war Saint-Léonard zudem seit 1801 Teil des Arrondissements Saint-Dié-des-Vosges. Anfang November 1944 wurden von der deutschen Wehrmacht der Bahnhof und der Wasserspeicher zerstört. Alle Autos, Fahrräder und Lebensmittel wurden requiriert. Sämtliche Männer zwischen 16 und 49 Jahren wurden ostwärts Richtung Deutsches Reich verschleppt. Am 10. November zündeten deutsche Soldaten das gesamte Dorf an und zerstörten die Überreste mit Dynamit. Das Dorf existierte nicht mehr. Am 22. November wurden die Reste des Dorfes von alliierten Truppen befreit.

## Bevölkerungsentwicklung
| Jahr                       | 1793 | 1800 | 1846 | 1851 | 1866 | 1876 | 1911 | 1921 | 1946 | 1962 | 1968 | 1975 | 1982 | 1990 | 1999 | 2006 | 2019 |
| Einwohner                  | 589  | 496  | 1047 | 951  | 1020 | 1290 | 1239 | 1042 | 561  | 990  | 1036 | 1190 | 1220 | 1210 | 1220 | 1358 | 1351 |
| Quellen: Cassini und INSEE |      |      |      |      |      |      |      |      |      |      |      |      |      |      |      |      |      |

Der Anstieg zwischen 1866 und 1876 geht auf Zuwanderer aus dem Reichsland Elsass-Lothringen zurück. Die hohe Zahl an Gefallenen des Ersten Weltkriegs und die Grippewelle von 1918 führte zu einem starken Bevölkerungsrückgang zwischen 1911 und 1921. Die tiefe Bevölkerungszahl von 1946 ist auf die Zerstörung des Dorfes durch die Wehrmacht 1944 zurückzuführen.

## Sehenswürdigkeiten
- Dorfkirche Saint-Pierre-et-Saint-Léonard aus dem Jahr
- Kapelle Notre-Dame de Montégoutte aus dem Jahr 1828
- mehrere alte Häuser und Bauernhöfe
- Denkmäler für die Gefallenen[2][3]

Quelle:

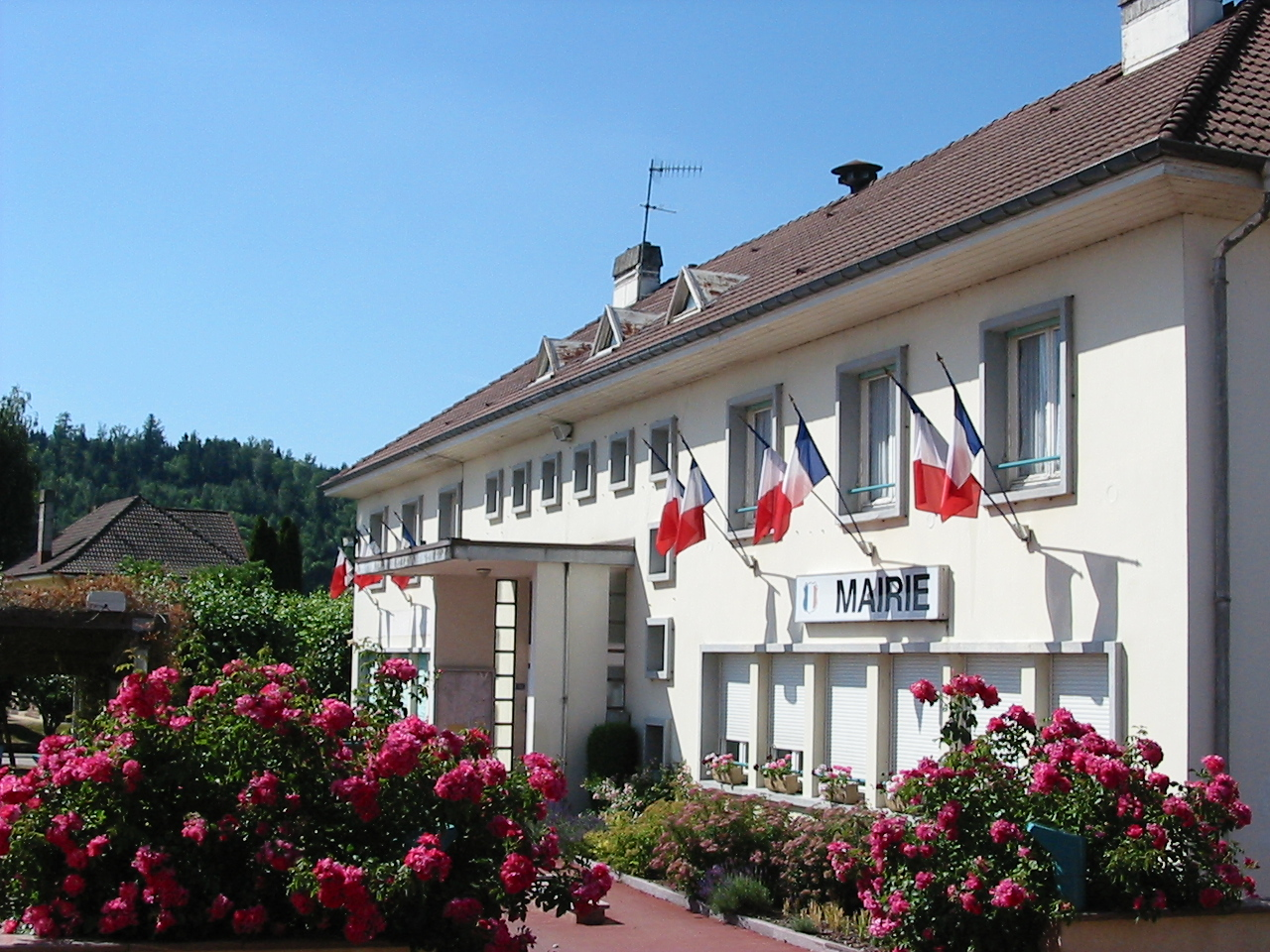
Rathaus (Mairie) von Saint-Léonard
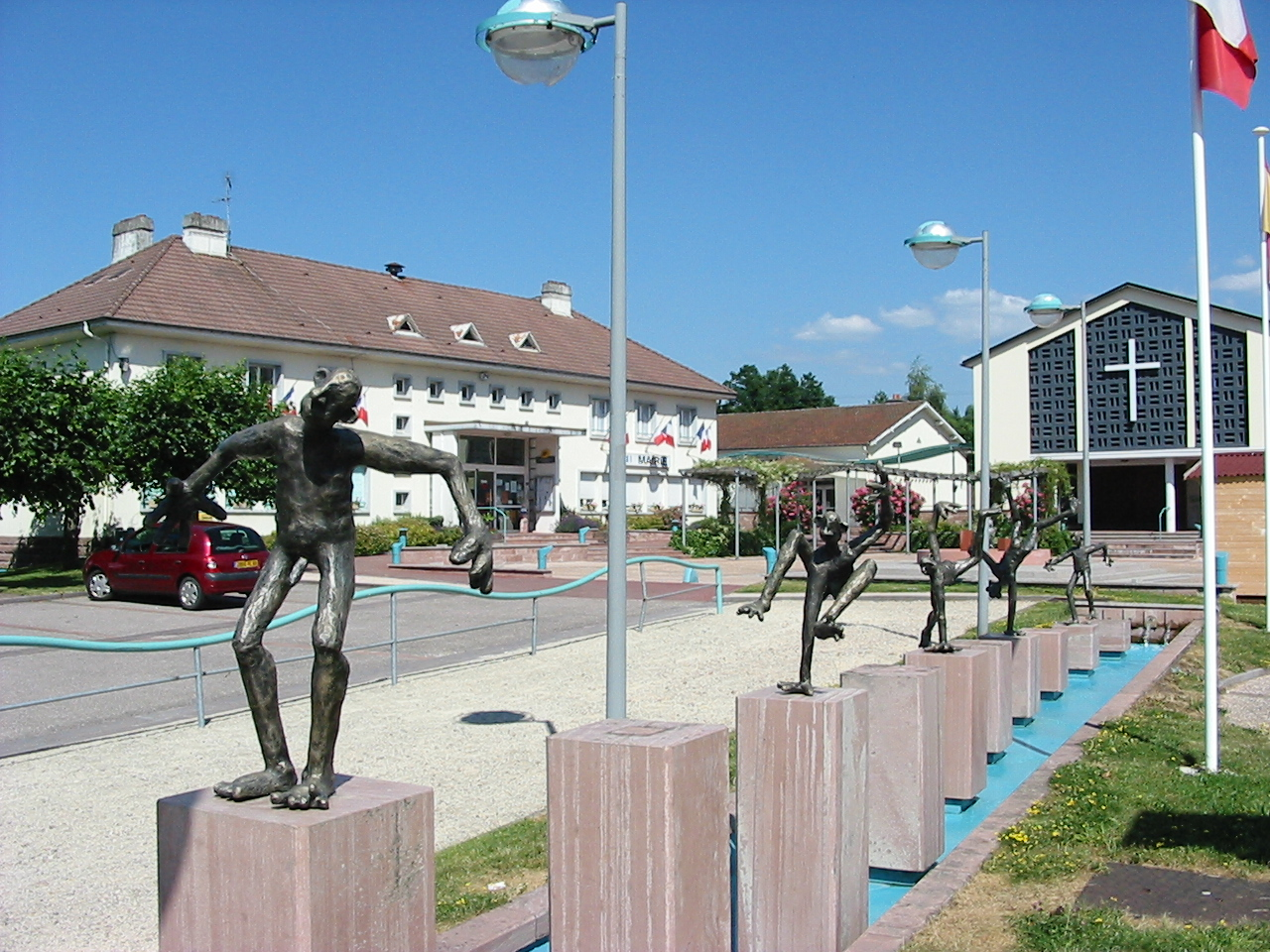
Dorfzentrum von Saint-Léonard
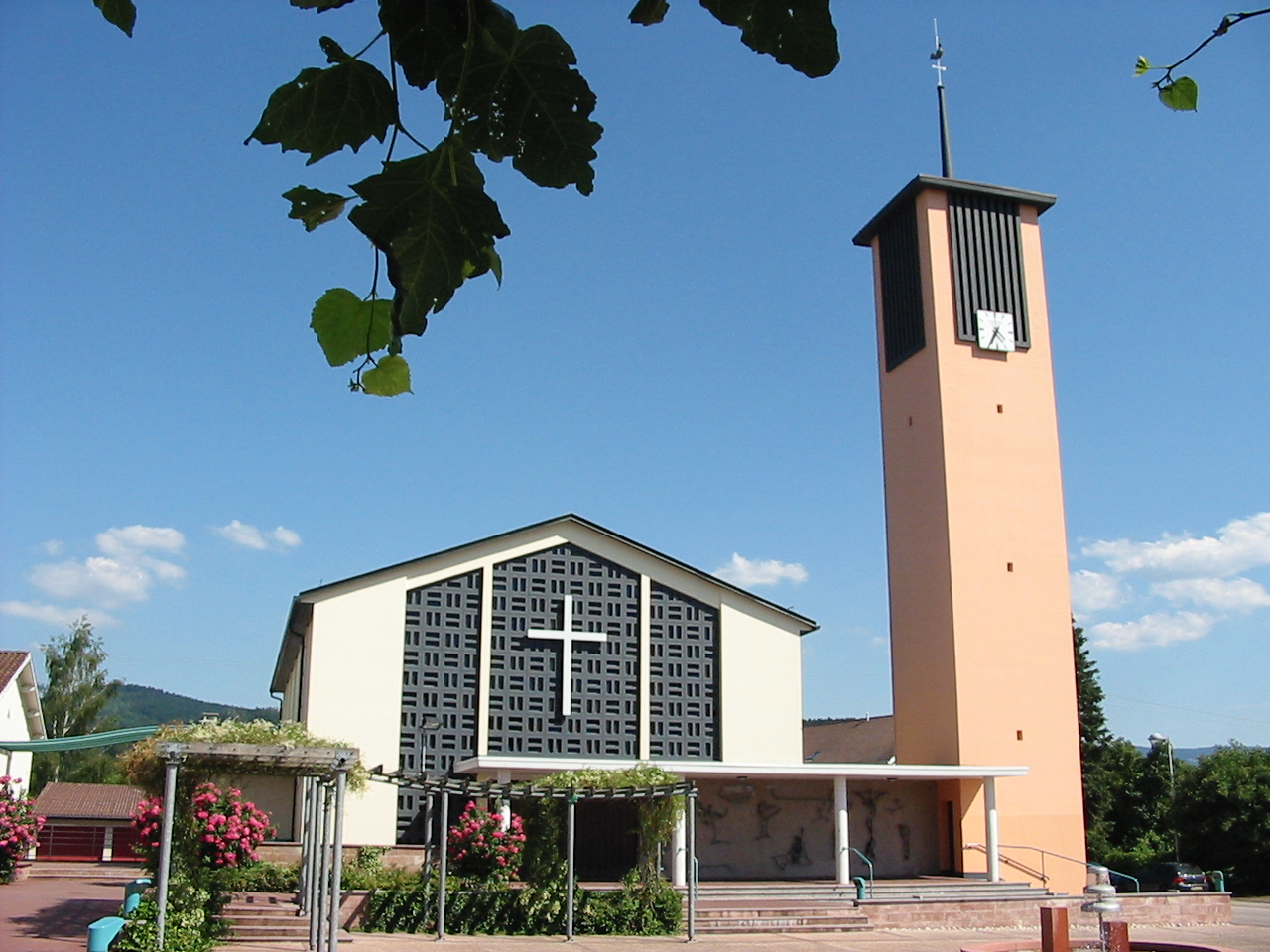
Dorfkirche Saint-Pierre-et-Saint-Léonard
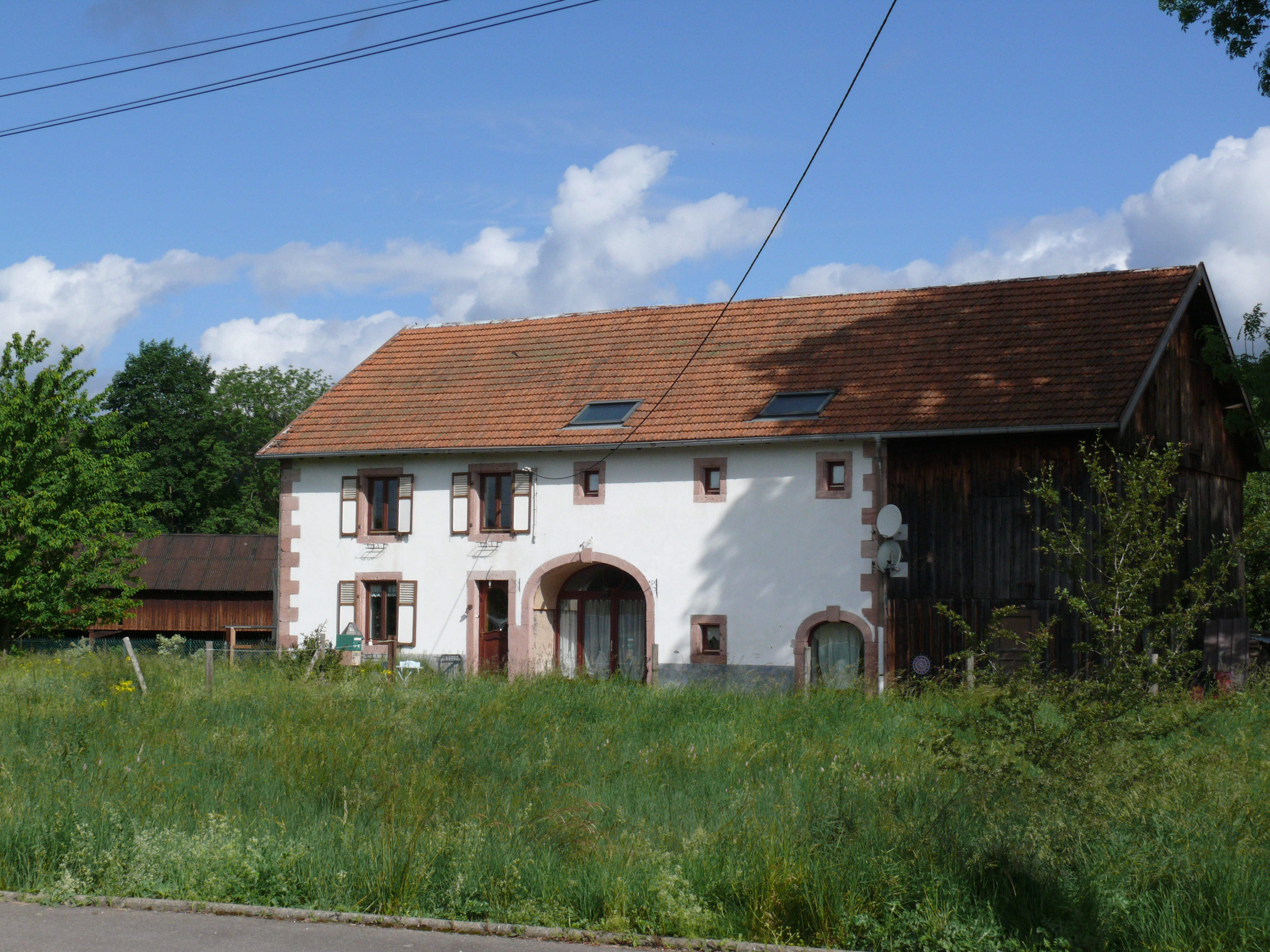
Bauernhaus in regionaltypischer Bauweise
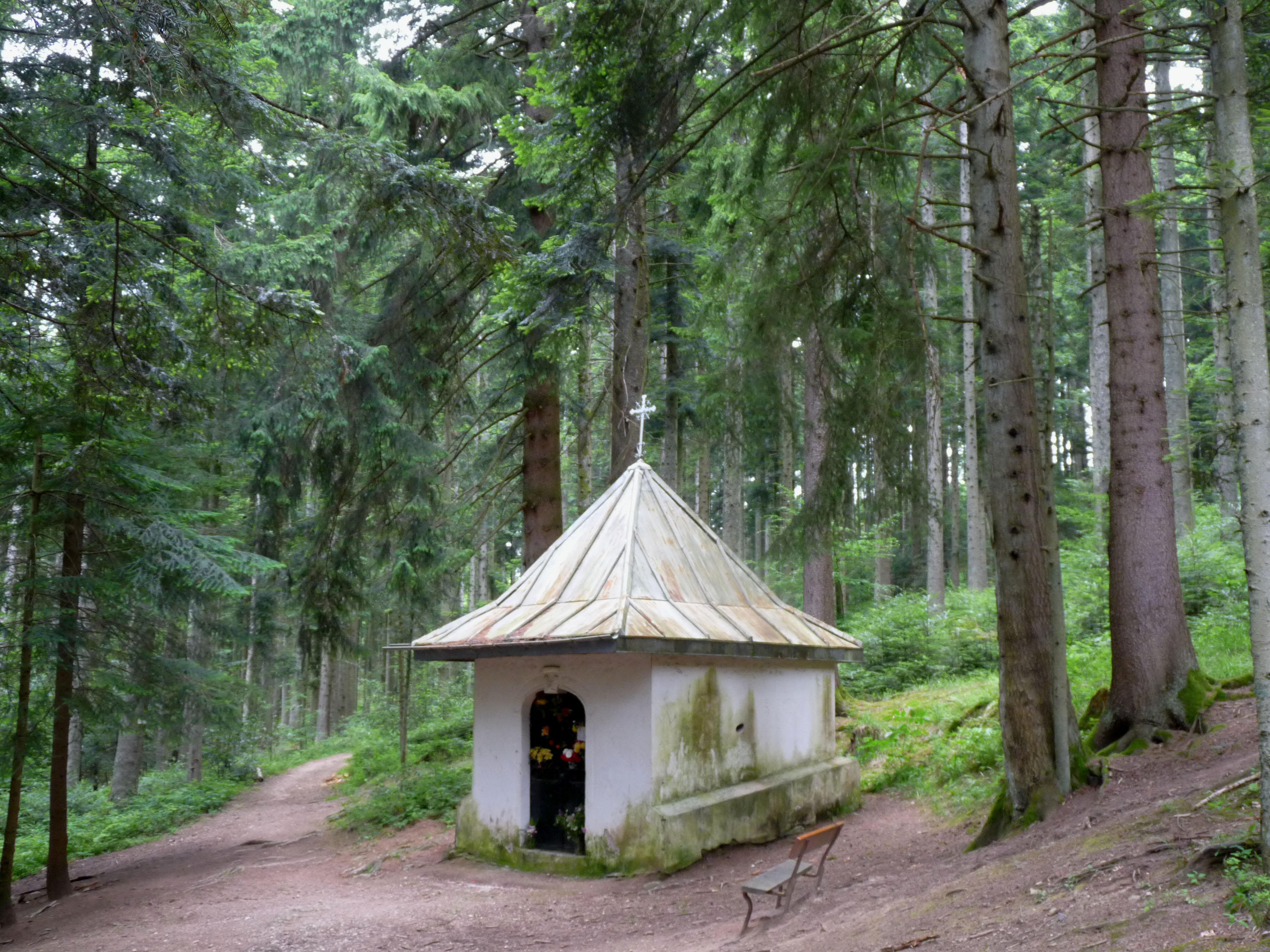
Waldkapelle von Montégoutte
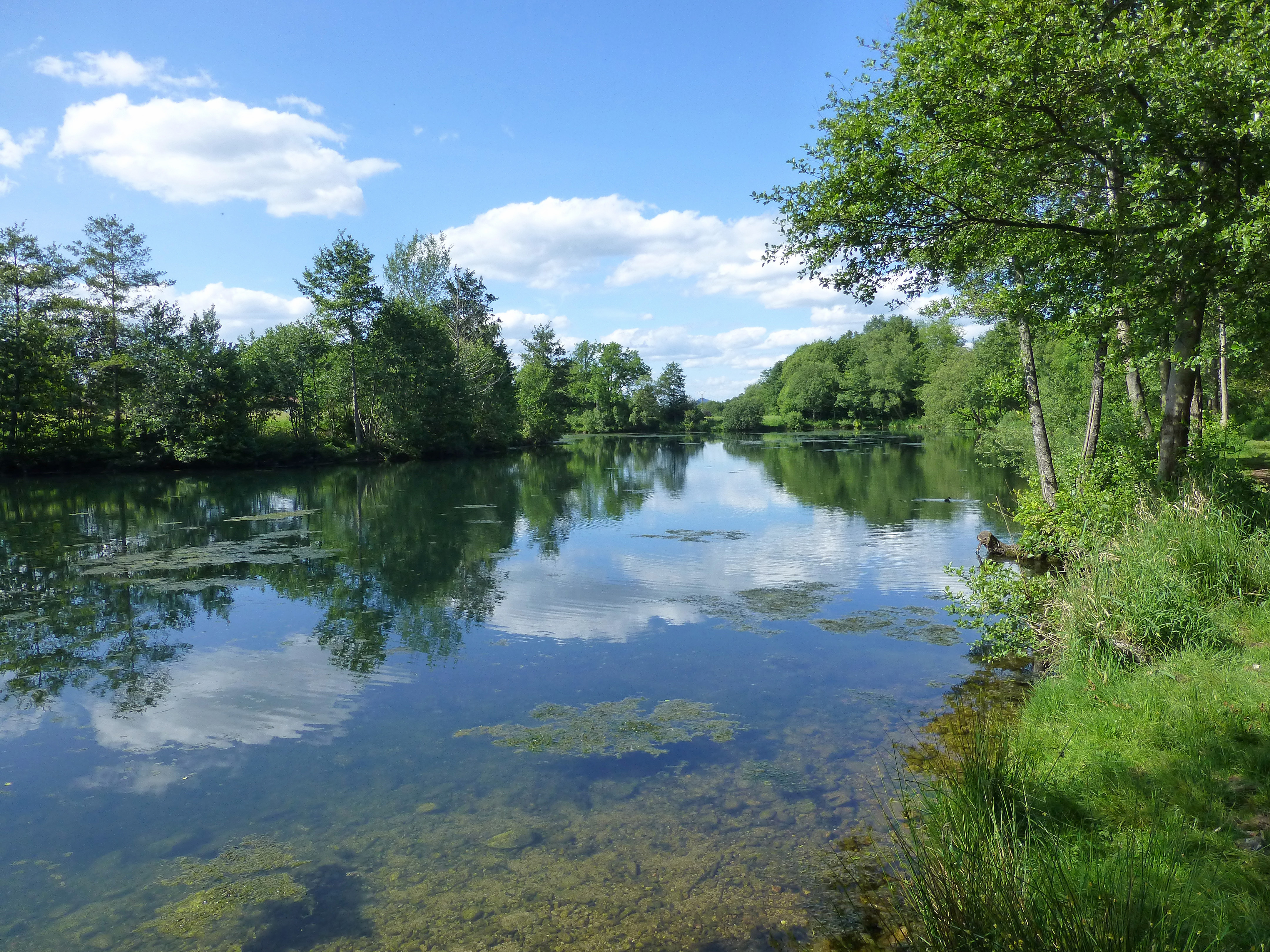
Teich in Saint-Léonard